# 西井凉子
西井 凉子（にしい りょうこ、1959年7月 - ）は、日本の文化人類学者。専門は東南アジア大陸部の社会人類学。東京外国語大学アジア・アフリカ言語文化研究所教授。学位は、博士（文学）（総合研究大学院大学）。

## 学歴
- 1983年3月 - 京都大学文学部哲学科社会学専攻卒業
- 1986年3月 - 京都大学大学院文学研究科社会学専攻修士課程修了
- 1991年3月 - 京都大学大学院文学研究科社会学専攻博士課程単位取得退学
- 1994年3月 - 総合研究大学院大学地域文化学専攻博士後期課程単位取得退学
- 1996年3月 - 総合研究大学院大学より博士（文学）学位授与

## 職歴
- 1994年4月 - 東京外国語大学アジア・アフリカ言語文化研究所 助手
- 1998年1月 - 同 助教授
- 2010年4月 - 同 教授

## 著作
単著
- 『死をめぐる実践宗教―南タイのムスリム・仏教徒関係へのパースペクティヴ』（世界思想社、2001年）
- 『時間の人類学―情動・自然・社会空間』（世界思想社、2011年）
- 『情動のエスノグラフィ: 南タイの村で感じる・つながる・生きる』（世界思想社、2013年）

共編著
- （田辺繁治）『社会空間の人類学―マテリアリティ、主体、モダニティ』（世界思想社、2006年）
- （床呂郁哉・福島康博）『東南アジアのイスラーム』（東京外国語大学出版会、2012年）

## 研究業績
- 「社会空間の人類学―マテリアリティ、主体、モダニティ」西井凉子・田辺繁治編 『社会空間の人類学―マテリアリティ、主体、モダニティ』 世界思想社,2006
- 硬直する身体-南タイにおけるムスリムと仏教徒 日常的実践のエスノグラフィ 語り・コミュニティ・アイデンティティ (田辺繁治・松田素二) 235--264 世界思想社,2002

| スタブアイコン | サブスタブ | この項目は、まだ閲覧者の調べものの参照としては役立たない、人物に関連した書きかけの項目です。この項目を加筆・訂正などしてくださる協力者を求めています（P:人物伝/PJ:人物伝）。 |